# Ask-we-da-eed
 (juillet 2025).
Motif : aucune source trouvée (celle anglaise est un site de jeu, seule source d'un ouvrage est un livre tiré de Wikipédia)
- Archive Wikiwix
- Bing
- Cairn
- DuckDuckGo
- E. Universalis
- Gallica
- Google
- G. Books
- G. News
- G. Scholar
- Persée
- Qwant
- (zh) Baidu
- (ru) Yandex
- (wd) trouver des œuvres sur Wikidata

| 1. | Préciser le motif de la pose du bandeau. | Précisez le motif de la pose du bandeau en utilisant la syntaxe suivante : {{admissibilité à vérifier\|date=juillet 2025\|motif=remplacez ce texte par le motif}}                  |
| 2. | Informer les utilisateurs concernés.     | Pensez à avertir le créateur de l'article, par exemple, en insérant le code ci-dessous sur sa page de discussion : {{subst:avertissement admissibilité à vérifier\|Ask-we-da-eed}} |

Ask-we-da-eed est une créature légendaire de la mythologie abénaquise. Il a la forme d'un feu follet et il apporte la malchance et la mort. Il est lié aux comètes et aux météores.